# 長水山城
長水山城（ちょうずいさんじょう）、または長水城（ちょうずいじょう）は、兵庫県宍粟市山崎町片山・宇野の、標高584メートルの長水山山頂にあった日本の城（山城）。広瀬城（ひろせじょう）とも呼ばれる。

## 概要
南北朝時代、宍粟を治めた播磨守護・赤松則祐が、文和年間（1352年-1356年）に築いた。
後に則祐の四男・広瀬師頼が城を受けついだ。この師頼が広瀬氏の祖とされ、その支配は4代まで続いたが、1441年（嘉吉元年）の嘉吉の乱の後は、城主が宇野氏へ変わった。宇野氏による支配は5代続き、宇野氏は長水城を本拠として長水山城を拡張した。1580年（天正8年）、羽柴秀吉による長水城攻めにより落城した。城主・宇野祐清（うのすけきよ）は、美作へ逃れようとしたものの千種で秀吉配下の蜂須賀正勝の率いる軍に追いつかれて討死した。
『柴田退治記』によれば、賤ヶ岳の合戦後に御子田正治が広瀬城主になったとされている。

## 城跡
山全体が山城跡となっている。山頂の最高所に本丸、尾根に沿って南北に二の丸、更に南の尾根の先端に三の丸が配置されていた。本丸の主郭部には、石垣が築かれている。現在も、曲輪、石垣、土塁、堀切などの遺構が残る。

## 真徳寺
本丸跡の石垣の上には、2017年現在、日蓮宗真徳寺が築かれている。真徳寺は宇野氏の家臣の子孫である渡邉わき（渡辺日妙尼）が1934年に開いた寺で、渡邉が芦屋市に住んでいたある日に、長水山の合戦で亡くなった英霊を慰霊してほしいとのお告げを受けて建てたものである。山頂への寺の建立には、地元住民の協力もあった。二代目の住職も尼であった。1982年より渡邉わきの孫、2代目の子にあたる男性住職が三代目を務めている。檀家は持たず、祈祷や他の寺の手伝いで生計を立てている。電気は通じているが、水道は無いために雨水を浄化して使用している。食料品やガスは街で購入して背負って戻る生活を続けている。風呂は薪で沸かしている。大雪の日は街に降りることもできなくなるという。

## 所在地
兵庫県宍粟市山崎町五十波1063

## 登山道
大手口-伊水小学校の裏手に小公園あり、この公園奥から登城道　徒歩1時間。他に2つ登山道がある。

## アクセス
- 鉄道
  - JR山陽本線 姫路駅より神姫バス山崎行に乗車、約1時間

## 特記事項
- 城がある長水山は、別名「ヒル山」とも呼ばれる。